# Masao Uchino
Masao Uchino (内野 正雄, Uchino Masao, né le 21 avril 1934,et mort avant 2013) est un footballeur japonais.